# Amadeu VII, Conde de Saboia
Amadeu VII (Chambéry, 24 de fevereiro de 1360 — Ripaille, 1 de novembro de 1391), cognominado o Vermelho, foi conde de Saboia de 1383 a 1391.
Era filho do conde Amadeu VI e de Bona de Bourbon.
Casou, em 18 de janeiro de 1377, em Paris, com Bona de Berry, filha de João, duque de Berry, e de Joana de Armagnac. Em seu casamento, seu pai vestiu seu costumeiro libré verde-esmeralda, enquanto que o noivo ganhou seu apelido o Vermelho por usar vermelho brilhante. Eles tiveram três filhos:
- Amadeu VIII de Saboia (4 de setembro de 1383 - 7 de janeiro de 1451), primeiro duque de Saboia
- Bona (11 de outubro de 1388 - 4 de março de 1342), esposa de Luís, Príncipe da Acaia, senhor do Piemonte
- Joana (16 de julho de 1392 - 1460), esposa de João Jaime Paleólogo, marquês de Montferrat

Investido com o feudo tradicional dos herdeiros aparentes de Saboia, o senhorio de Bresse (a oeste de Genebra), Amadeu logo se viu envolvido numa guerra de seis anos contra um vassalo, Eduardo de Beaujeu, que se recusou a aceitá-lo como suserano. Ele liderou tropas saboianas pelo lado de francesas lideradas por Olivier de Clisson na derrota de rebeldes flamengos na Batalha de Roosebeke, em 27 de novembro de 1382. Sucedeu ao pai como conde de Saboia no ano seguinte.
No governo curto de Amadeu VII, o condado de Saboia adquiriu Nice, em 1388, e outras cidades da Provença. Ele morreu repentinamente, no castelo de Ripaille, ao sul do Lago Genebra, aos 31 anos, devido aos efeitos de uma medicação venenosa usada para tratar da sua calvície. Foi sucedido por seu filho, Amadeu VIII de Saboia, então com oito anos. Em seu testamento, o Conde Vermelho elegeu sua mãe como regente por seu filho, ao invés de sua esposa, o que desencadeou uma disputa entre sogra e nora resolvida em maio de 1393, quando Bona de Berry reconheceu o direito de sua sogra em troca de Faucigny.